# Moustache Brothers

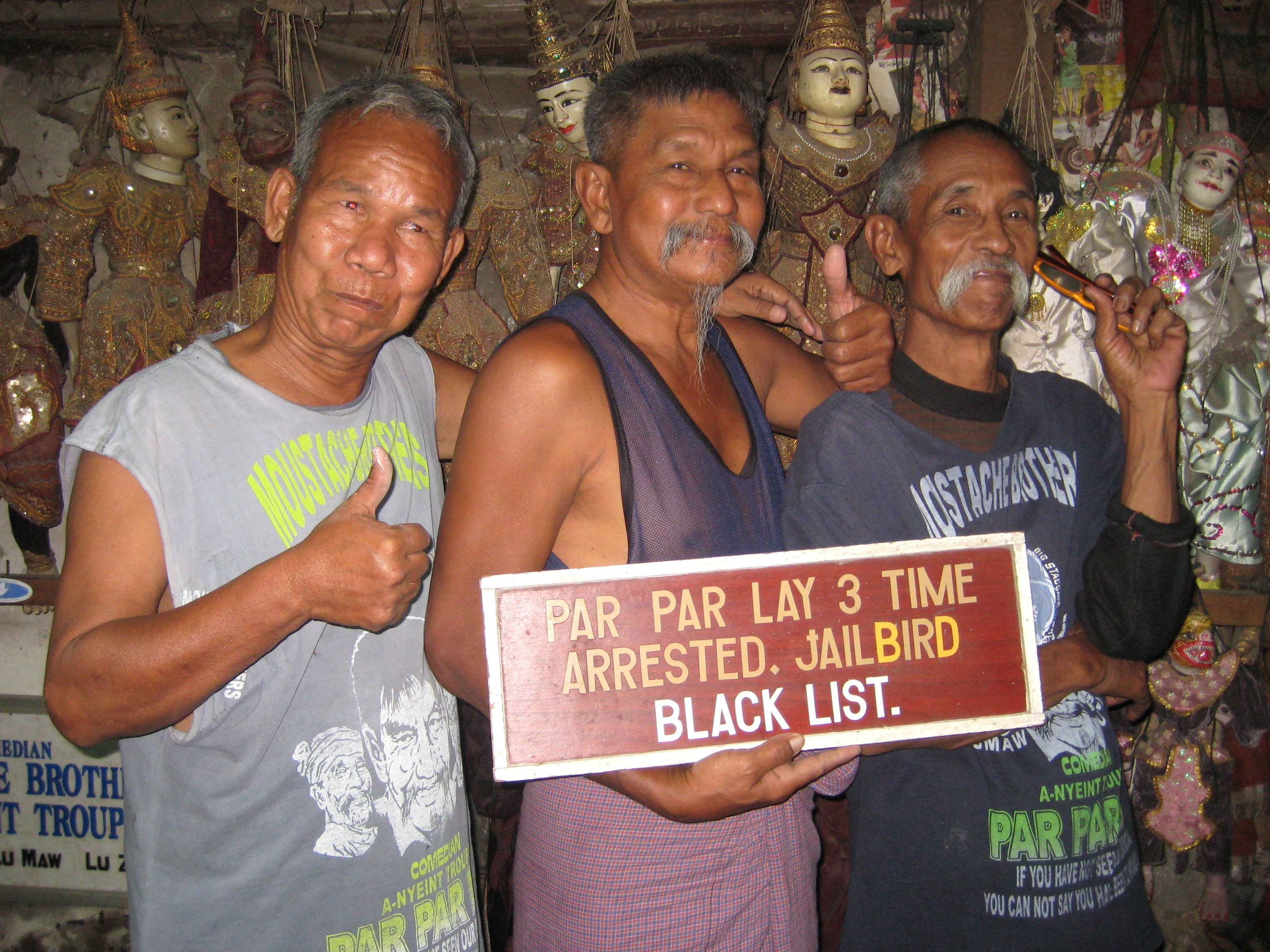
Die Moustache Brothers 2011

Die Moustache Brothers sind ein Künstlerduo aus Mandalay, Myanmar (Birma), das besonders durch seine scharfe, satirische Kritik an dem in Myanmar regierenden Militärregime bekannt wurde. Die Liveshows, die sie nach wie vor jeden Abend zeigen, bestehen zusätzlich zu regimekritischer Satire aus klassischen birmanischen Tänzen, durchsetzt mit Slapstick-Einlagen.
Zunächst als Trio bestand die Formation aus Par Par Lay, Lu Zaw und Lu Maw. Par Par Lay, der eigentliche Kopf der Truppe, führte bis 1996 durch die Shows. 1996 wurden er und sein Cousin Lu Zaw bei einer Protestveranstaltung im Haus von Aung San Suu Kyi in Rangun festgenommen. In der Folge wurden beide wegen regimekritischer Äußerungen zu einer Gefängnisstrafe verurteilt und erst sechs Jahre später entlassen. Zwei weitere Mitglieder der Nationalen Liga für Demokratie, die die Veranstaltung organisiert hatten, wurden ebenfalls festgenommen und sechs Jahre gefangen gehalten. Lu Maw hielt sich damals in Mandalay auf und konnte so der Festnahme entgehen. Amnesty International führte eine Kampagne zugunsten der Inhaftierten durch, und es wird vermutet, dass auch Aung San Suu Kyi durch Verhandlungen mit dem Regime viel zu ihrer endgültigen Freilassung beigetragen hat.
Kurz nach der Freilassung begann das Trio wieder mit Aufführungen, musste sich jedoch, um einer erneuten Festnahme zu entgehen, auf ausschließlich englische Vorstellungen und nur vor ausländischen Besuchern einschränken. Lu Maw, der nicht inhaftiert wurde und als einziger fließend Englisch spricht, führt seitdem durch die Shows. Dennoch wird bei jeder Aufführung betont, dass Par Par Lay der „Moustache Brother Number One“ sei. Die Show der Moustache Brothers kann auch heute noch jeden Abend in ihrem maximal 15 Personen fassenden Theater in der 39. Straße in Mandalay besucht werden. Einheimischen ist es nicht erlaubt, den Vorstellungen beizuwohnen.
Wegen angeblicher Beteiligung an den Protestmärschen im September 2007 wurde Par Par Lay am 25. September 2007 festgenommen und am 30. Oktober wieder freigelassen. Er starb am 2. August 2013 in Mandalay an Nierenversagen. 
Über die Situation der drei Überlebenskünstler und des Komödianten Zarganar im November 2010 berichtete Cigdem Akyol in der Frankfurter Allgemeinen Zeitung am 4. November 2010.

## Belege
1. ↑  Mizzima News: Junta release famous comedian, seven political leaders (Memento des Originals vom 3. November 2007 im Internet Archive)  Info: Der Archivlink wurde automatisch eingesetzt und noch nicht geprüft. Bitte prüfe Original- und Archivlink gemäß Anleitung und entferne dann diesen Hinweis.
2. ↑  Assistance Association for Political Prisoners ( Burma): Liste der im August/September 2007 inhaftieren
3. ↑  Democratic Voice of Burma: Renowned ‘Moustache Brother’ Par Par Lay passes away
4. ↑  FAZ vom 4. November 2010, Seite 9: Sie lachen das System aus